# Suite francesa
Suite francesa (en francés, Suite française) es el título de una serie de novelas planeada por la escritora judía francesa de origen ucraniano Irène Némirovsky. La autora nunca llegó a concluir la serie: en 1942, habiendo terminado únicamente las dos primeras partes, Némirovsky fue arrestada por su origen judío y deportada a Pithiviers y más tarde a Auschwitz, donde fue asesinada. El cuaderno que contenía el manuscrito de la obra fue conservado por sus hijas, pero permaneció inédito hasta 2004.

## Recuperación del manuscrito y publicación
Suite francesa, hasta donde su autora llegó a completarla, se escribió con letra minúscula en un solo cuaderno. Las dos primeras partes, Tempestad en junio (en francés, Tempête en juin) y Dolce, ocupaban unas 140 hojas, que corresponden a las 516 páginas de la edición moderna.
Es probablemente una de las primeras obras literarias que retratan la Segunda Guerra Mundial, ya que prácticamente se redactó durante el mismo periodo que retrata. El cuaderno con las anotaciones de Nemirovsky lo conservó su hija mayor, quien sin embargo no lo leyó durante casi cincuenta años, pensando que se trataría de un diario demasiado duro o doloroso como para leerlo, menos aún publicarlo. Sin embargo, en los años 1990, antes de donar las posesiones de su madre a un archivo, se decidió a examinar el cuaderno, y fue entonces cuando descubrió que contenía una novela.
La primera edición francesa de la obra se publicó en la editorial Denoël (París), en 2004. Esta edición contenía un prefacio de Myriam Anissimov, notas de la propia Némirovsky para la revisión del manuscrito y sobre las siguientes partes de la novela, así como extractos de la correspondencia de la novelista con su marido Michel Epstein, con su editor Albin Michel, etcétera. Suite française ganó el Premio Renaudot de 2004, convirtiéndose así en la primera obra póstuma en ganarlo. La novela se traduciría posteriormente a una considerable cantidad de idiomas, entre ellos el español y el inglés, con traducciones de José Antonio Soriano Marco y de Sandra Smith, respectivamente.

## Historia y estructura
La serie de novelas pretendía retratar la vida en Francia durante la invasión y ocupación alemana de Francia, desde junio de 1940, mes en que el ejército nazi derrotó rápidamente a los defensores franceses. La primera de las novelas, Tempestad en junio  (en francés, Tempête en juin), retrata la huida de los ciudadanos de París en las horas y días inmediatamente anteriores y posteriores a la invasión alemana. La segunda, Dolce, muestra la vida en un pequeño pueblo de provincias al este de la capital, Bussy, en los primeros meses de la ocupación. La relación entre ambas partes o novelas es muy tenue, de manera que pueden considerarse casi como obras independientes, unidas solo por la época histórica que retratan.
La tercera novela, Cautiverio (en francés, Captivité), de la que Némirovsky llegó a escribir un esquema argumental, habría mostrado los intentos de organizar una resistencia, y habría mostrado a algunos de los personajes de Tempestad en junio y Dolce en prisión o en peligro de muerte por esta causa. Poco se puede decir de la cuarta y quinta partes de la serie, de las que sólo se conservan sus títulos provisionales: Batallas (en francés, Batailles) y La Paz (en francés, La Paix).